# Påbosjön

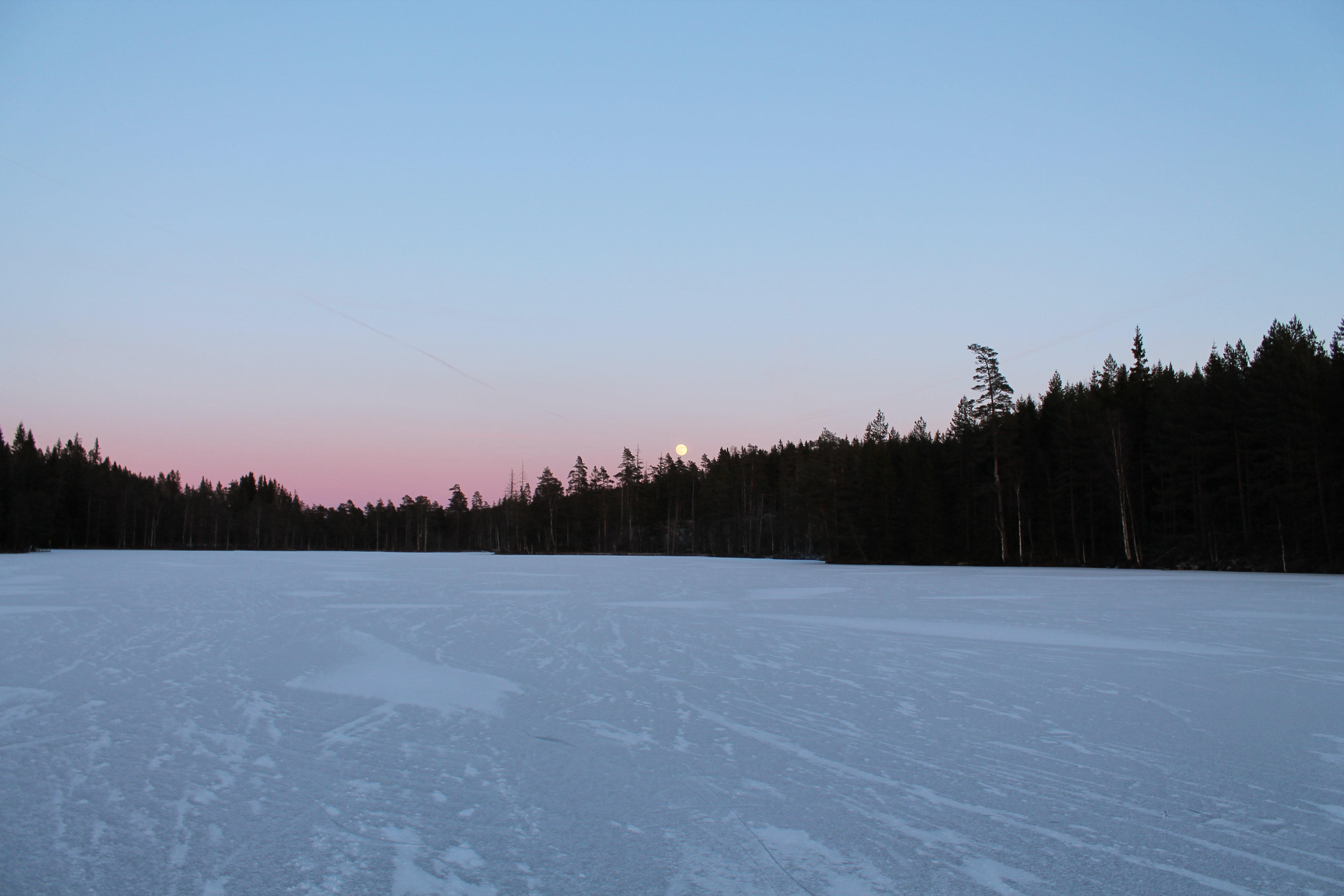
Sjöns vy från söder

Påbosjön är en sjö i Ulricehamns kommun i Västergötland och ingår i Ätrans huvudavrinningsområde. Sjön är 5,6 meter djup, har en yta på 0,0673 kvadratkilometer och befinner sig 296,1 meter över havet.

## Delavrinningsområde
Påbosjön ingår i det delavrinningsområde (639804-135967) som SMHI kallar för Inloppet i Sämsjön. Avrinningsområdets medelhöjd är 286 meter över havet och ytan är 42,98 kvadratkilometer. Det finns inga delavrinningsområden uppströms utan avrinningsområdet är högsta punkten. Månstadsån (Sämån) som avvattnar avrinningsområdet har biflödesordning 3, vilket innebär att vattnet flödar genom totalt 3 vattendrag innan det når havet efter 144 kilometer. Avrinningsområdet består mestadels av skog (60 %) och jordbruk (16 %). Avrinningsområdet har 0,07 kvadratkilometer vattenytor vilket ger det en sjöprocent på 0,2 %. Bebyggelsen i området täcker en yta av 0,84 kvadratkilometer eller 2 % av avrinningsområdet.